# Finlandskommittén
Finlandskommittén var den svenska frivilligrörelsens ledande organ i Sverige för Finlands sak under andra världskriget och dess organisatoriska centrum. 

## Organisation
På vinterkrigets första dag, den 30 november 1939, kom den första frivilligbyrån att öppnas i Stockholm. På kvällen samma dag igångsattes under ledning av överstelöjtnant C. A. Ehrensvärd arbetet på att skapa en organisatorisk grund för en svensk frivilligkår. Den 2 december samlades hos fil.lic. Gerhard Hafström i Villa Montebello på Djurgården ett 20-tal personer, främst akademiker, som Andreas Lindblom, styresmannen för Nordiska museet och Skansen, Sigurd Curman, riksantikvarien, Nils Ahnlund, professorn i historia, och överstelöjtnant Magnus Dyrssen. Ett upprop skulle författas, opinionsmöten hållas, men någon formell organisation bildades inte, men mötet räknas som Samfundet Nordens Frihets första sammankomst. Finlandskommittén konstituerades den 4 december 1939 i Stockholm. Andreas Lindblom blev dess ordförande och Eugège von Stedingk dess skattmästare. Kanslichef blev C.A. Ehrensvärds bror Augustin. Vid en omorganisation den 6 februari 1940 blev Gösta Malm ny ordförande och Folke Thunborg, förbundssekreterare i SSU, kom in som vice ordförande. Malm skriver i sina minnen:
| ”                   | Jag var redan drygt ett år pensionerad, men hade fullt arbete med nya uppgifter. Som jag hade en varm känsla för vårt gamla broderfolk, tog jag på mig det tunga värvet. Det innebar nämligen också mycket verkställande arbete. | „ |
| – Malm 1963, s. 251 | |   |

Finlandskommitténs ledning kom att bestå av en styrelse på 20 personer, men det löpnade arbetet skulle skötas av ett arbetsutskott bestående av ordförande och vice ordförande jämte fyra ledamöter, däribland Lindblom som här erhöll en reträttplats. Ledningen för frivilligrörelsen kom genom Malm att övertas av Industria och LO-ledningen. Därmed förbättrades relationerna till regeringsmakten avsevärt. En av orsakerna till misstron inom regeringen mot Finlandskommittén var i dess intima samröre med Samfundet Nordens Frihet. Den 22 februari blev Finlandskommittén och Nordens Frihet två från varandra helt fristående organisationer. Finlandskommittén breddades med personer från alla partier, utom kommunisterna.

## Verksamhet
Finlandskommitténs uppgifter var:

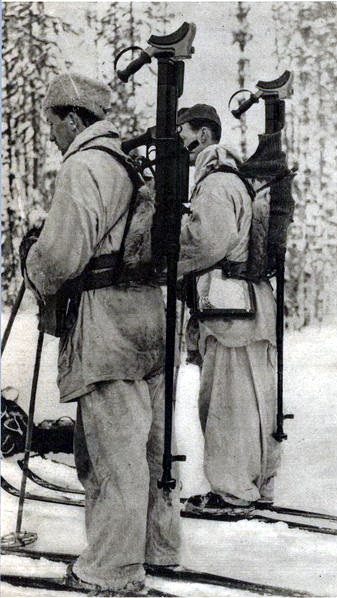
Svenska frivilliga under vinterkriget.

- att skaffa fram ekonomiska resurser för att finansiera en planerad frivilligkår,
- att söka få statsmakternas stöd eller åtminstone ett godtagande av frivilligverksamheten,
- att genom upplysning och propaganda informera om frivilligkåren för att denna skulle uppnå så stor anslutning som möjligt.

Den 12 december erhöll Finlandskommittén klartecken från regeringen på sin begäran om inköp av utrustning och vapen ur svenska förråd. Den 13 december hade Finlandskommittén inne en annons i några Stockholmstidningar, där man under rubriken "Finland" kunde läsa adress och telefonnummer till frivilligbyrån i Stockholm. Den 15 december hade man en annons inne med rubriken "Finlands sak är vår". Rubriken var förste sekreteraren vid UD Sven Dahlmans idé, ansvarig för upplysningsverksamheten. Det kom att bli hela Finlandsrörelsens motto. Ett tillfälligt annonseringsförbud upphävdes, men den 18 december hade man en ny annons inne. 
I början av januari 1940 fanns det cirka 125 frivilligbyråer spridda över Sverige, på mindre orter fanns så kallade upplysningsmän. Finlandskommittén hade ett antal utsända reseombud från personalbyrån, vilka sände rapporter till Stockholm. Bakom varje frivilligbyrå stod en lokalkommitté. Vid upprättandet av de lokala kommittéerna skulle man eftersträva en så bred anslutning som möjligt ur social synvinkel. Representanter för fackliga, politiska och ideella organisationer på orten likaväl som representanter för näringslivet skulle ingå.
Insamlingar av olika slag igångsattes och uppslutningen blev stor. De för Finlandskommittén mest givande var Nationalinsamlingen för Finland under J. Sigfrid Edströms ledning och Industria, en sammanslutning inom industrin, som samlade in pengar efter Torsten Hèrnods linjer.
Frivilligbyråerna skrev kontrakt med de frivilliga. Sedan läkarundersökning och andra formaliteter avklarats erhöll den frivillige tågbiljett till Haparanda jämte matkuponger. Den 21 december avreste den första kontingenten frivilliga från Stockholms central under högtidliga former. Avresorna skedde ofta i grupp och hyllningar arrangerades ibland vid frivilligtågens avgång. En del frivilliga engagerades att uppträda vid Finlandsmöten och vittna om sitt beslut. Nazister och kommunister skulle inte antas.
De frivilliga kom från alla yrken och samhällsställningar, över hälften var kroppsarbetare. Intelletuella kretsar var väl företrädda. Olof Lagercrantz var redaktör för Svenska frivilligkårens tidning och Carl-Fredrik Palmstierna var tolk i staben. Harry Martinson blev postförare i staben.